# 伊朗地理
伊朗位於西亞，北臨裏海，南臨波斯灣和阿曼灣。這個國家在許多世紀以來，無論是政治和經濟，都深受當地山脈的塑造。幾個寬闊的盆地被山區圍繞，而主要的農業區和城市居住區都位於這些盆地之內。直到公元20世紀，才修建有主要的公路和鐵路（參考伊朗交通），跨越山區，把各人口中心連接起來，這些盆地在之前往往是彼此是相對孤立的。

根據柯本氣候分類法所作的伊朗氣候分類區域圖

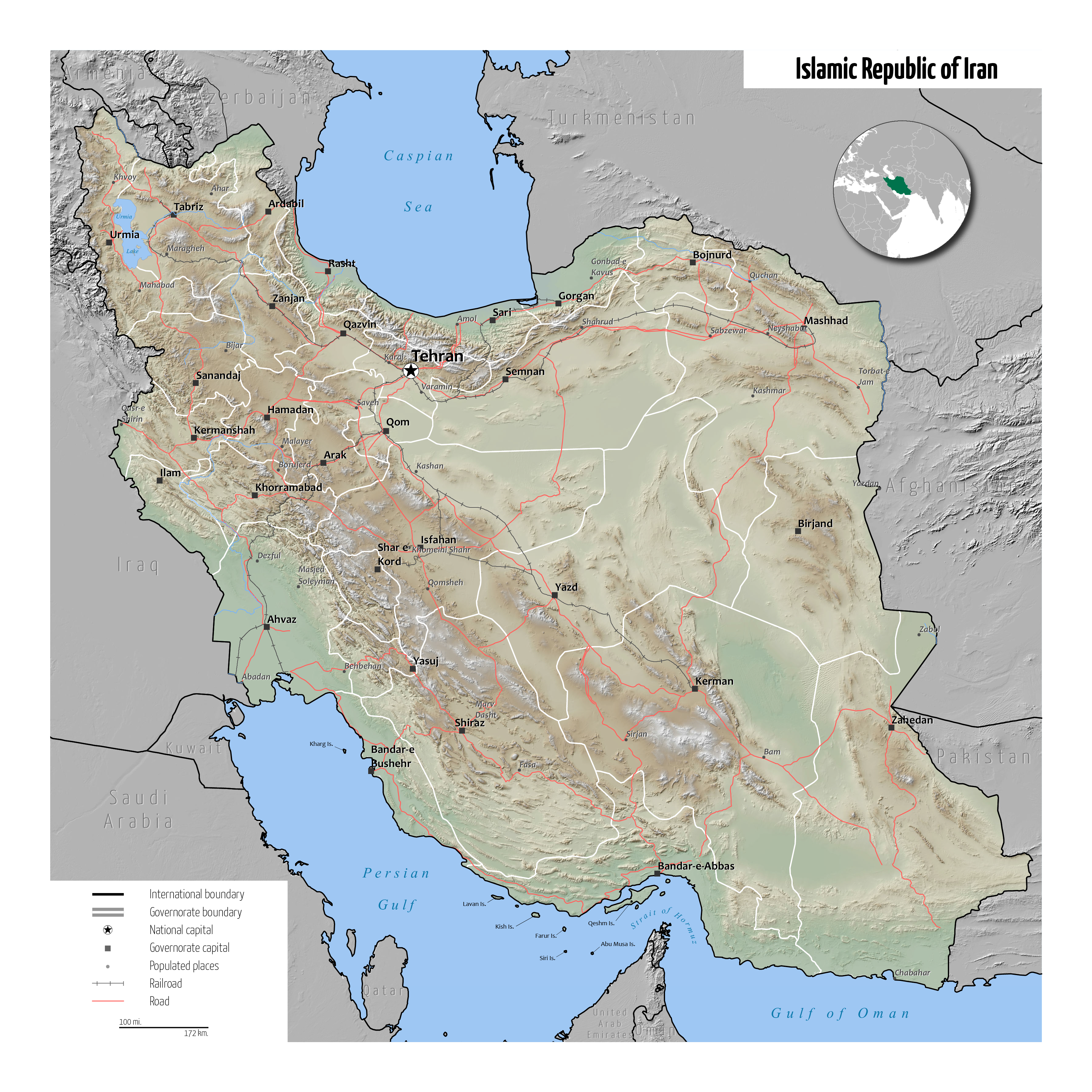
定位圖中的伊朗

通常，每個盆地都有一個主要城鎮做主導，並且這些城鎮與它周圍的數百個村莊之間建有複雜的經濟關係。在盆地邊緣的高山，海拔較高的地方，有部落組織過著移牧生活，他們帶著綿羊群和山羊群，在已使用多年的夏季牧場和冬季牧場之間移動。這個國家沒有主要的河流系統，歷史上的運輸是透過商隊來進行，這些商隊沿著山脈間的空隙地穿越。這些山脈還阻礙交通，讓人們無法便捷的前往波斯灣和裏海。
伊朗全國面積有1,648,000平方公里（636,000平方英里），在世界各國中排名第17。伊朗與一些後蘇聯國家共享北部邊界：亞美尼亞、亞塞拜然、和土庫曼。這些邊界延伸超過2,000公里（1,200英里），包括近650公里（400英里）是沿著裏海的南岸。伊朗的西部邊界，北邊是土耳其，南邊是伊拉克，和伊拉克接壤的部分終止在底格里斯河、幼發拉底河，和卡倫河匯流而成的阿拉伯河，流入波斯灣。
波斯灣和阿曼灣沿海構成整個1,770公里（1,100英里）的南部邊界。東面有阿富汗，在北邊，而巴基斯坦在稍南邊。伊朗從西北的亞塞拜然，到東南的錫斯坦-俾路支斯坦省，畫條對角線，長度約為2,333公里（1,450英里）。

## 地形

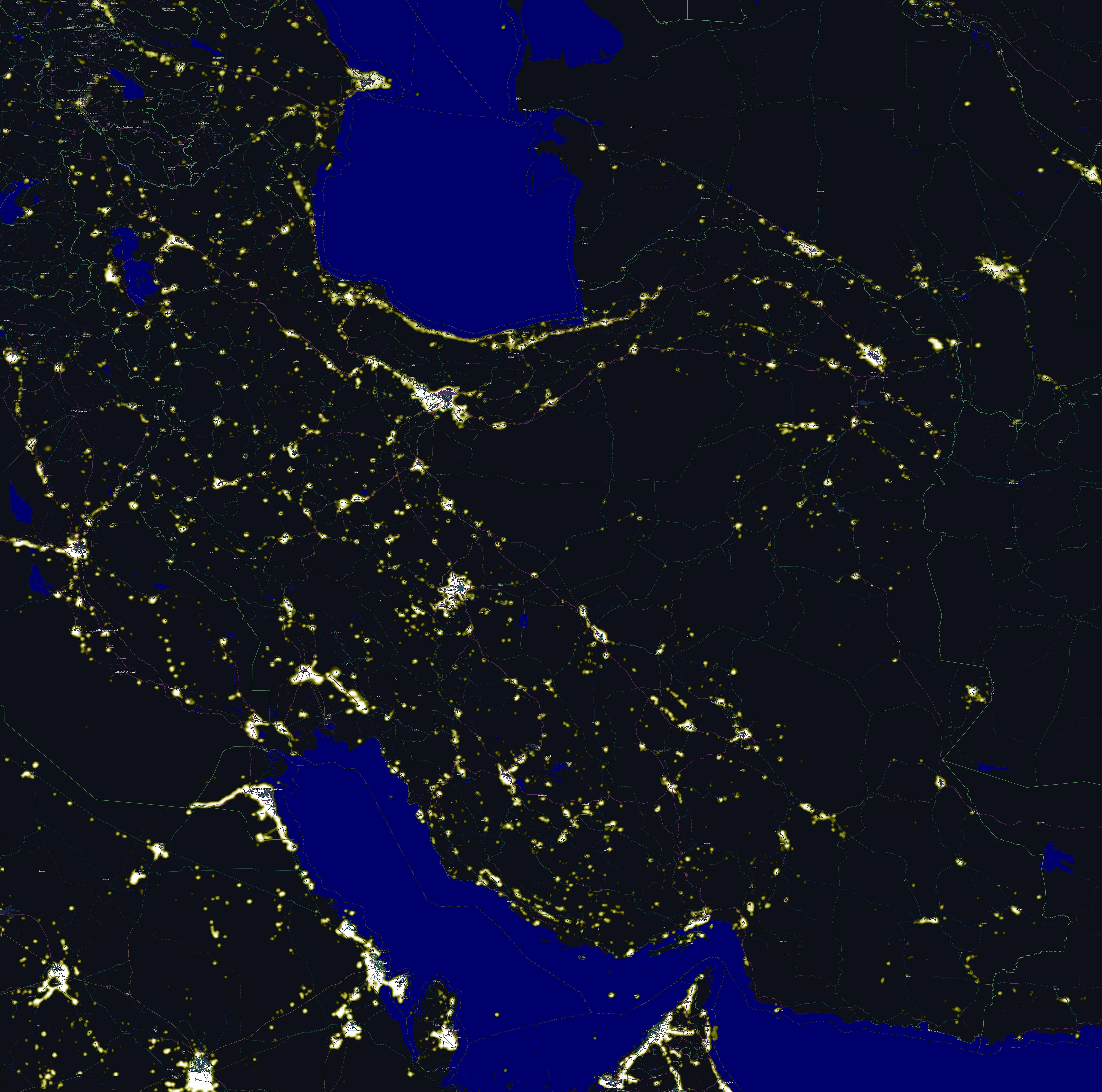
衛星照片，夜間的伊朗

伊朗地形圖

伊朗的地形由崎嶇的高山，環繞著高原盆地所組成。主要山脈是扎格羅斯山脈，這個山脈一系列平行的山脊，其間有平原點綴，從西北到東南把整個國家一分為二。扎格羅斯山脈的許多山峰海拔都超過3,000公尺（9,843英尺），在伊朗南部中央地區，至少有5個山峰的高度超過4,000公尺（13,123英尺）。
隨著扎格羅斯山脈繼續延伸進入伊朗東南部，這些山峰的平均高度急速下降至1,500公尺（4921英尺）以下。裏海沿岸有另一座山脈，狹窄但高聳的厄爾布爾士山脈。休火山德馬峰在厄爾布爾士山脈的中央部分，其高度有5,610公尺（18,406英尺），德馬峰不僅是伊朗的最高峰，也是興都庫什山脈以西歐亞大陸上的最高峰。
伊朗的中心由幾個封閉的盆地組成，這些盆地統稱為中央高原。高原的平均海拔約為900公尺（2,953英尺），但聳立在高原上的幾座山脈的高度都超過3,000公尺（9,843英尺）。高原的東部被兩個鹽漠覆蓋，卡維爾鹽漠（也稱大鹽漠，Great Salt Desert）和盧特沙漠。沙漠裡面除有些零散的綠洲以外，其他地方都無人居住。
伊朗西北部的部分地區是亞美尼亞高原的一部分，與鄰國土耳其、亞美尼亞、亞塞拜然、和喬治亞四個國家相同地形的地區毗鄰。
伊朗只有兩塊低地：西南部的胡齊斯坦平原和北部的裏海海岸平原。前者是大致形狀為三角形的美索不達米亞平原的延伸，平均寬度約160公里（99英里）。它向內陸延伸約120公里（75英里），僅高出海平面幾米，然後突然與扎格羅斯山脈的第一個山麓相遇。胡齊斯坦平原的大部分地區滿佈沼澤地。
裏海海岸平原既長又窄。它沿裏海海岸東西方向延伸約640公里（400英里），但最寬處不到50公里（31英里），而在某些地方，海岸與厄爾布爾士山脈山麓相隔不到2公里（1.2英里）。 胡齊斯坦省以南的波斯灣沿岸和阿曼灣沿岸沒有真正的平原，因為扎格羅斯山脈在這個地區直達海岸。
伊朗沒有主要河流。在小河和小溪中，唯一可通行的是長830公里（520英里）的卡倫河，吃水淺的船舶可以從霍拉姆沙赫爾航行到阿瓦士，距離約180公里（110英里）。其他主要河流包括跨越700公里（430英里）並與底格里斯河相連的卡克赫河；以及長達300公里（190英里）的扎因代河。其他一些永久性河流和溪流也排入波斯灣，而源自西北方的扎格羅斯山脈或厄爾布爾士山脈的許多小河則排入裏海。
在中央高原，無數的河流（其中大部分的河床在一年中的大部分時間裡都是乾的）是由春季期間山上的積雪融化並流經舊有的河道，最終排入鹽湖，而這些鹽湖在夏天的幾個月裡呈現乾涸狀態。在西北部有一個永久性的鹽湖，即爾米亞湖（爾米亞湖（Lake Urmia）是傳統名稱，也另稱為“Lake Urmiyeh”，在穆罕默德-禮薩沙·巴列維統治時，曾被改稱為禮薩耶湖 （Lake Rezaiyeh）湖，現在已恢復為原名），其鹽分太高，魚類和或幾乎其他大多數水中生物均無法生存。在錫斯坦-俾路支斯坦省，沿著伊朗和阿富汗邊界的地區還有幾個相連的鹽湖

## 氣候
請參閱英文版#Climate部分
伊朗各地氣候不一。在西北部，冬季寒冷，下大雪，並有低於冰點的溫度。春季和秋季相對溫和，而夏季乾燥炎熱。在南部，冬季溫和，夏季非常炎熱，7月的日平均氣溫超過攝氏38 度(華氏100.4度)。在胡齊斯坦平原，夏季炎熱，而且濕度高。
一般而言，伊朗是大陸性氣候，相對稀少的降雨/雪量的大部分，在每年的10月到次年的4月期間降下。在該國大部分地區，年平均降雨/雪量為850毫米（33.5英寸）。主要的例外是在紮格羅斯山脈和裏海海岸平原的較高山谷地區，那裡的平均降雨/雪量至少為1,000毫米（39.4英寸），通常以降雪的形式發生。在裏海西部，每年的降雨量超過1,500毫米（59.1英寸），並且全年分佈相對均勻。這與中央高原的一些盆地中，只有10厘米或更低的降雨/雪量形成強烈的對比。由於伊朗海拔較高，因此被認為比土耳其和亞美尼亞等鄰國更冷。
| Iran climate map showing locations of province capitals | 裏海型溫和及潮濕 裏海型溫和 地中海式氣候有春雨 地中海式氣候 寒冷高山型 很寒冷的高山型 寒冷的半乾旱氣候 炙熱半乾旱氣候 乾燥沙漠氣候 炙熱乾燥沙漠氣候 炙熱乾燥海岸型 乾燥海岸型 |

## 動植物群

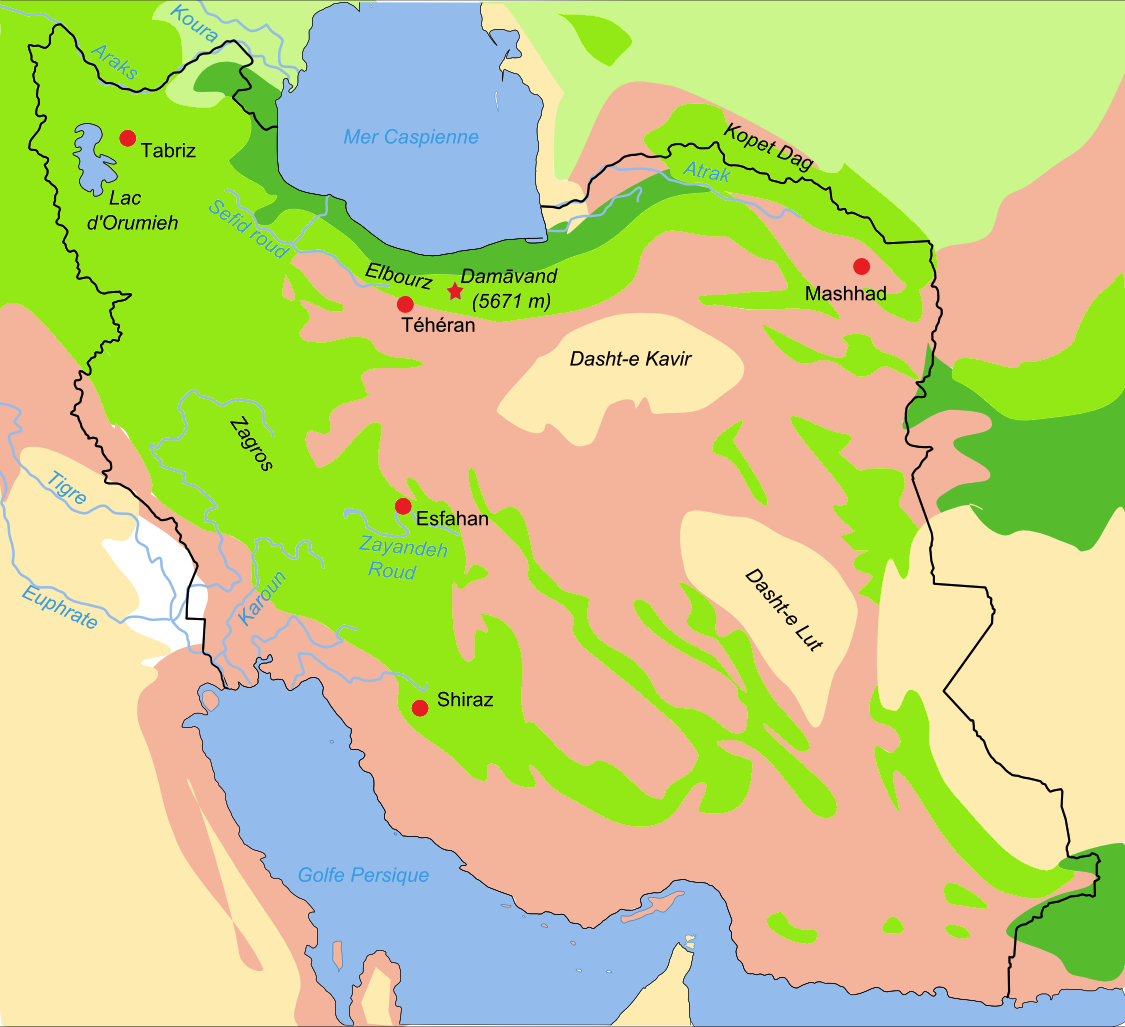
伊朗的群落生境分佈
樹林草原
森林和林地
半沙漠
沙漠低地
乾草原
鹽化冲積沼澤地

伊朗的面積中有7％被森林覆蓋。從裏海沿岸往南，上升的山坡上森林生長最為茂密，其中長有橡樹、梣樹、榆樹、柏樹，和其他有經濟價值的樹木。在高原上，有稱為scrub oak的灌木叢生長在雨量最高的山坡上，村民們開發果園並種植梧桐、楊樹、柳樹、核桃、Beech、楓樹、和桑樹。春天，從貧瘠的土地上長出野生植物和灌木，可供放牧，但是夏天炙熱的陽光會把它們曬得枯萎。根據聯合國糧農組織的報告，伊朗及其各地區存在的主要森林類型為：
1. 裏海希爾卡尼亞混合森林– 19,000平方公里（7,300平方英里）
2. 東北地區的石灰岩山區森林（杜松森林）– 13,000平方公里（5,000平方英里）
3. 東部，南部，和東南部地區的開心果森林– 26,000平方公里（10,000平方英里）
4. 中部和西部地區的橡樹林– 35,000平方公里（14,000平方英里）
5. 中部和東北部的卡維爾鹽漠地區的灌木叢-10,000平方公里（3,900平方英里）
6. 南部海岸的亞熱帶森林，如紅樹林森林-5,000平方千公里（1,900平方英里）

伊朗的野生動物種類繁多，動物物種中包括熊，瞪羚，野豬，狼，胡狼，豹，歐亞山貓，和狐狸。家畜包括綿羊，山羊，牛，馬，水牛，驢，和駱駝。伊朗本身也有原生的雉雞，鷓鴣，鸛，鷹，和隼等禽鳥。
截至公元2001年，伊朗有20種哺乳動物，和14種鳥類被列入瀕危物種。其中包括俾路支斯坦黑熊（Ursus thibetanus gedrosianus）、亞洲黑熊的亞種、波斯黇鹿、西伯利亞白鶴、玳瑁、綠蠵龜、裏海眼鏡蛇、拉提菲毒蛇、儒艮、和海豚。亞洲獵豹是一種極危物種，它在一些其他地方已經絕種，現在只在伊朗中部至東北邊的某些地區存在。
到20世紀初，伊朗的亞洲獅和裏海虎已完全消失。敘利亞野驢已經滅絕。敘利亞棕熊在山上，野生綿羊和野生山羊、瞪羚、波斯野驢、野豬、波斯豹、和狐狸，則數量豐富。家畜包括綿羊、山羊、黃牛、馬、水牛、驢、和駱駝。伊朗本身也有原生的雉雞、鷓鴣、鸛、和隼。
據說波斯豹是世界上所有豹子中最大的亞種。在伊朗，該物種的主要範圍與備佐野生山羊分佈的範圍緊密重疊。因此，在整個厄爾布爾士山脈和扎格羅斯山脈，以及伊朗高原上較小的山脈中都有蹤跡。由於棲息地的喪失，自然獵物的喪失，以及種群的分散，豹子的數量也變得非常稀少。除前述的備佐野生山羊之外，野生綿羊、野豬、公豬、鹿（裏海紅鹿或西方狍）和家畜，也是豹子獵食的對象。

### 生態系統與生物圈
伊朗的生物多樣性在世界上排名第13。伊朗全國各地設有272個自然保護區，總面積為1,700萬公頃，其中有國家公園、保護區、和自然野生動物保護區，均由伊朗環境部監督，設立這些保護區的目的是為保護伊朗的基因資源。但目前負責這些廣闊地區的保護工作，只靠2,617名國家公園管理員和430個環境監測單位，等於平均每位管理員要照顧廣達6,500公頃土地。

## 環境問題
自然災害：週期性乾旱、洪水、沙塵暴（dust storm及sand storm）、西部邊界和東北部的地震。
環境–當前問題:車輛排放、煉油廠運營、和工業廢氣引起的空氣污染，特別是發生在城市地區；森林砍伐、沙漠化、波斯灣的漏油事件、乾旱造成的濕地消失、土壤退化作用（土壤鹽化）、在某些地區的飲用水供應不足、未處理的生活污水和工業廢物造成的水污染、還有城市化的後果。

## 資源與土地利用

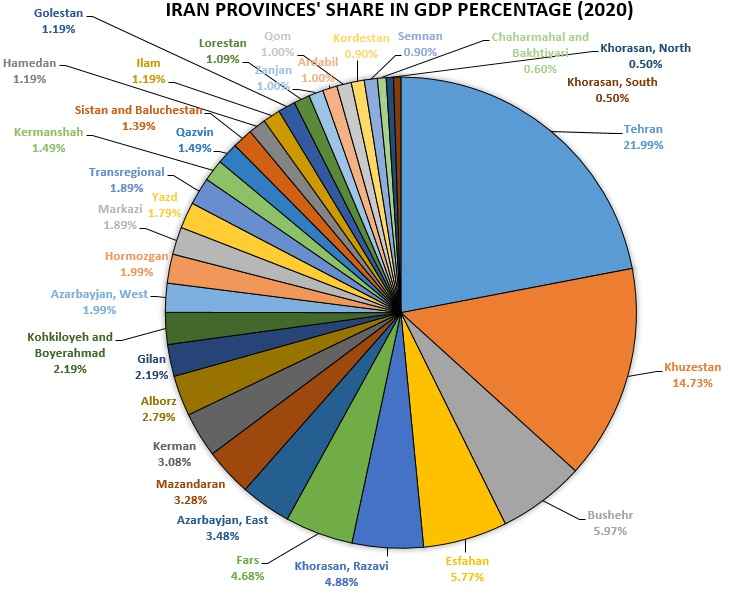
伊朗各省份對伊朗GDP的貢獻分佈，其中德黑蘭在伊朗工業生產中佔全國的45%。

天然資源：石油、天然氣、煤、鉻、銅、鐵、鉛、錳、鋅、硫

可耕地面積:
10.87%

永久作物:
1.19%

其他:
87.93%(2012年，估計)
灌溉地:
87,000平方公里（34,000平方英里）(2009年)
可再生水資源總數:
137立方公里(2011年)
淡水耗用(家庭/工業/農業):

總數:93.3立方公里/年(7%/1%/92%)

人均:1,306立方公尺/年(2004)

## 區域和邊界
面積：
總計：1,648,195平方公里（636,372平方英里）
土地：1,531,595平方公里（591,352平方英里）
水域：116,600平方公里（45,000平方英里）
陸地邊界：
總計：5,894公里（3,662英里）
接壤國家：阿富汗，921公里（572英里）、亞美尼亞，44公里（27英里）、亞塞拜然本國地區，432公里（268英里）、納希切萬自治共和國（亞塞拜然內自治國），179公里（111英里）、伊拉克，1,599公里（994英里）、巴基斯坦，959公里（596英里）、土耳其，534公里（332英里）、土庫曼，1,148公里（713英里）。
海域邊界：卡達、沙烏地阿拉伯、阿拉伯聯合大公國、巴林、科威特、阿曼
海岸線：2,815公里（1,749英里）
附註：伊朗也與鄰國在裏海接壤，長達740公里（460英里）
海事疆域：
領海：12海里（22.2公里; 13.8英里）
鄰接區：24海里（44.4公里; 27.6英里）
專屬經濟區：168,718平方公里（65,142平方英里），達成雙邊協議，或波斯灣中線部分
大陸架：自然延長原則
高度極限：
最低點：裏海−28米（−92英尺）
最高點：德馬峰5,610米（18,410英尺）

### 國際領土爭端
伊朗目前與幾個鄰國有領土爭端。
伊朗抗議在乾旱期間，阿富汗限制讓建有水壩的支流河水流入赫爾曼德河。波斯灣與伊拉克之間沒有海域邊界，這也引發在阿拉伯河河口的管轄範圍的爭執。伊朗和阿拉伯聯合大公國對由伊朗管理的大小通布島和阿布穆薩島，有領土爭端。俄羅斯所支持的幾個後蘇聯國家拒絕遵守伊朗與之前的蘇聯之間所簽署的50-50協議（這些國家不顧國際義務）之後，伊朗目前堅持將裏海資源由五個沿海國家平均分配。俄羅斯、亞塞拜然、哈薩克、和土庫曼則堅持把裏海視為開放的國際水域，根據各國國土來劃分領海，駁斥伊朗主張在地理上把裏海當作湖泊，而伊朗應享有五分之一的要求。

## 相片集錦

Photo gallery
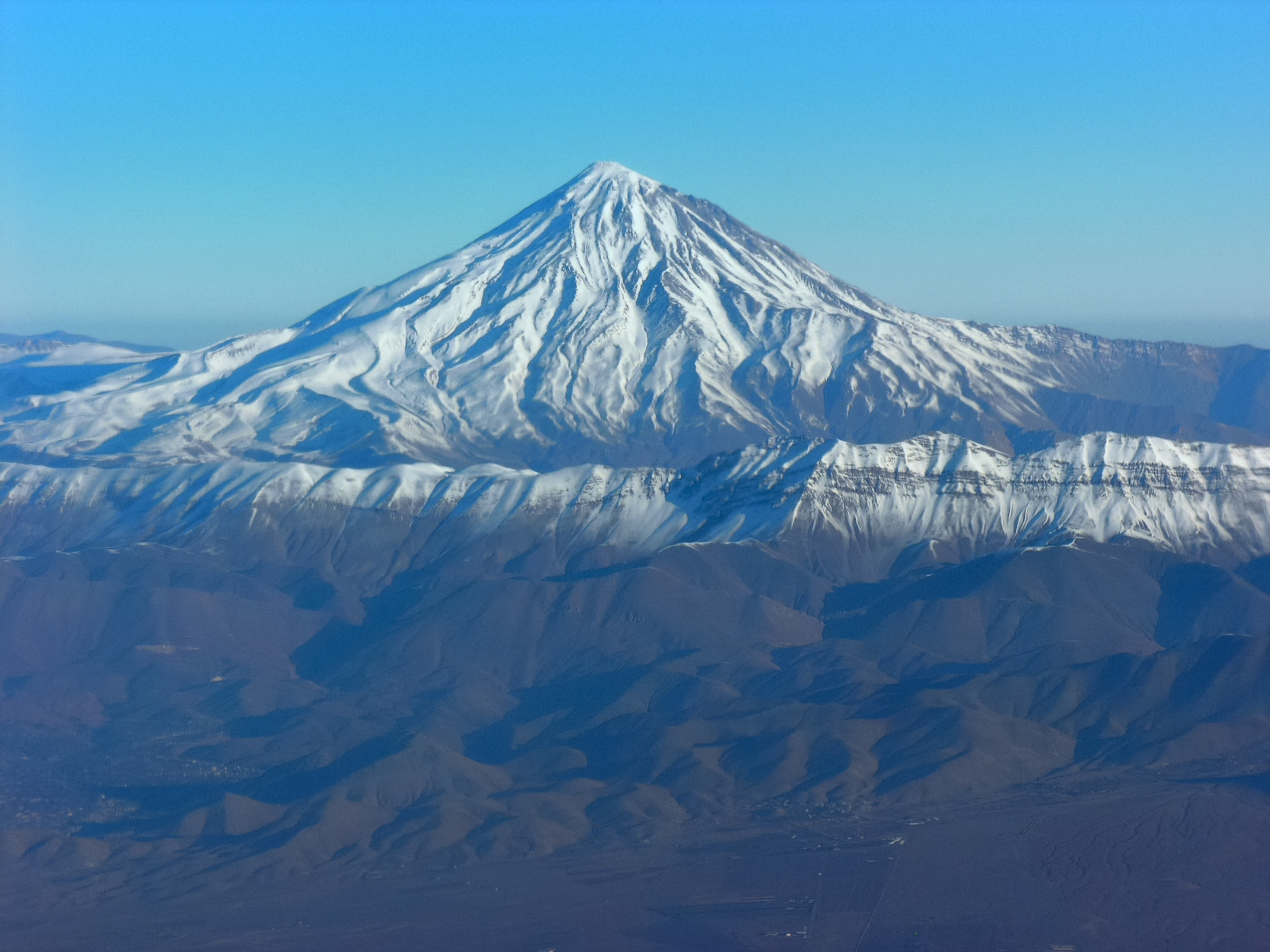
馬贊德蘭省德馬峰空照圖
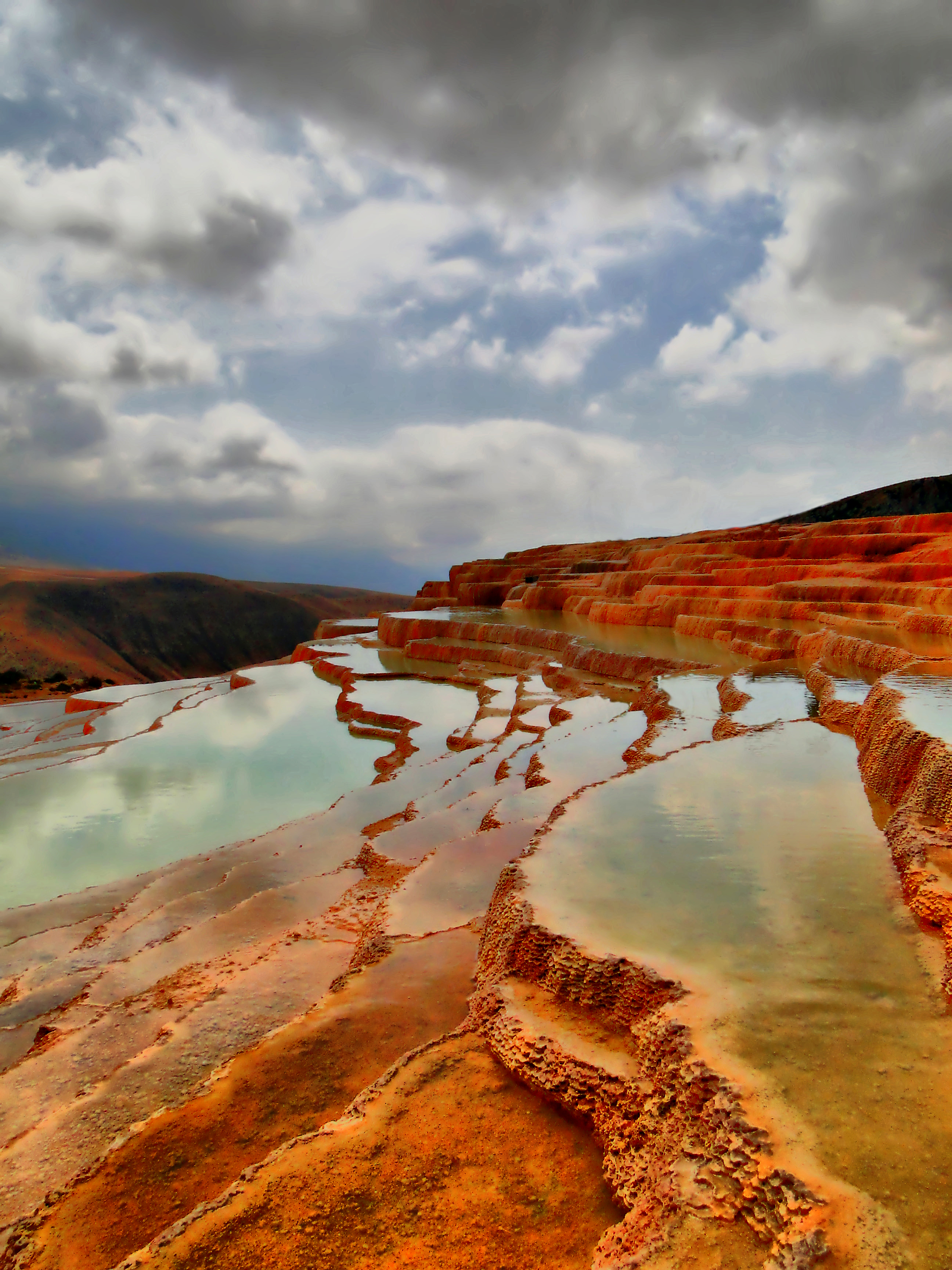
馬贊德蘭省自然遺址地方Badab Soort（英语：Badab Soort），由碳酸鹽礦物形成的特殊地形
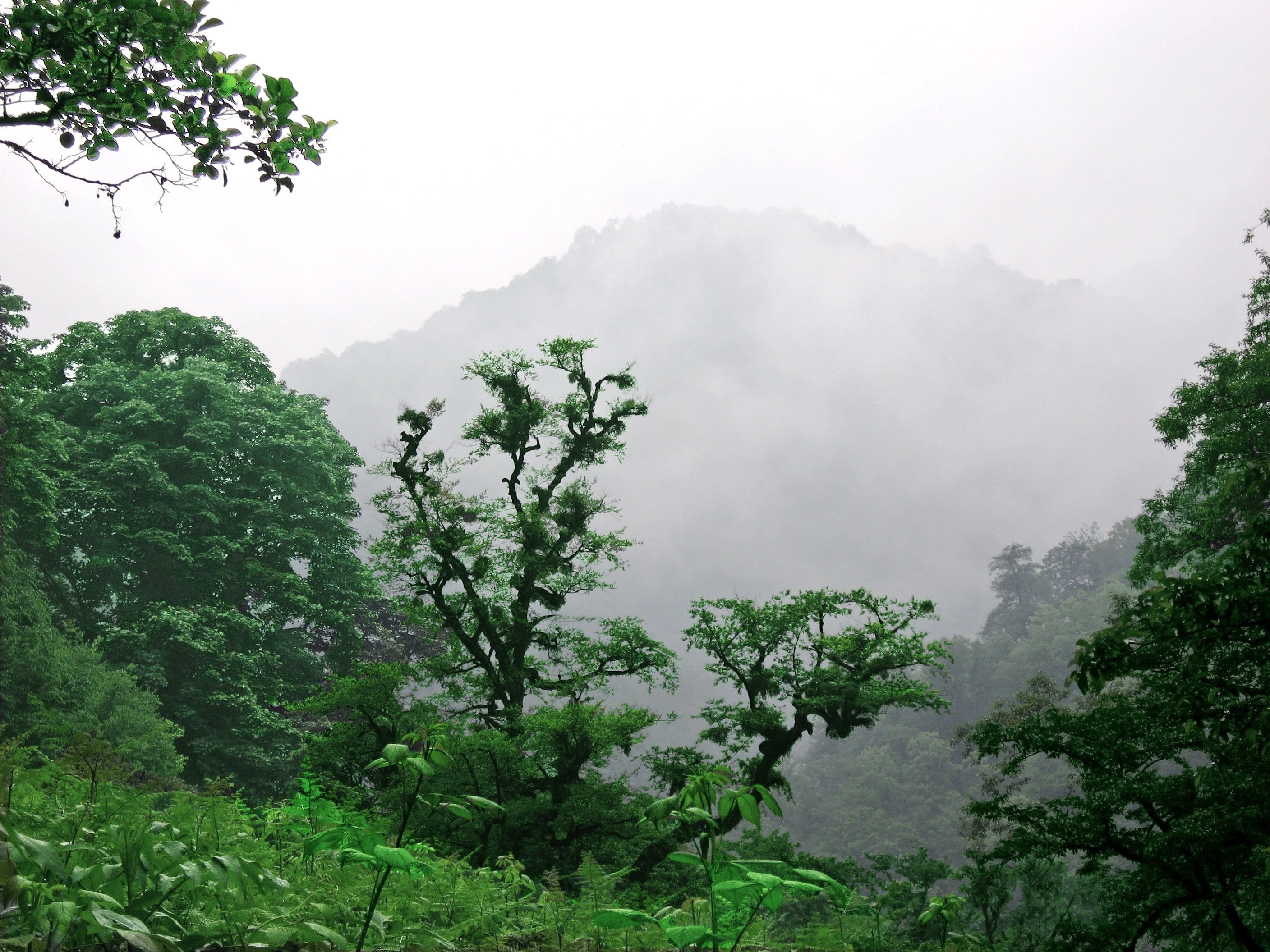
伊朗北方吉蘭省的雨林
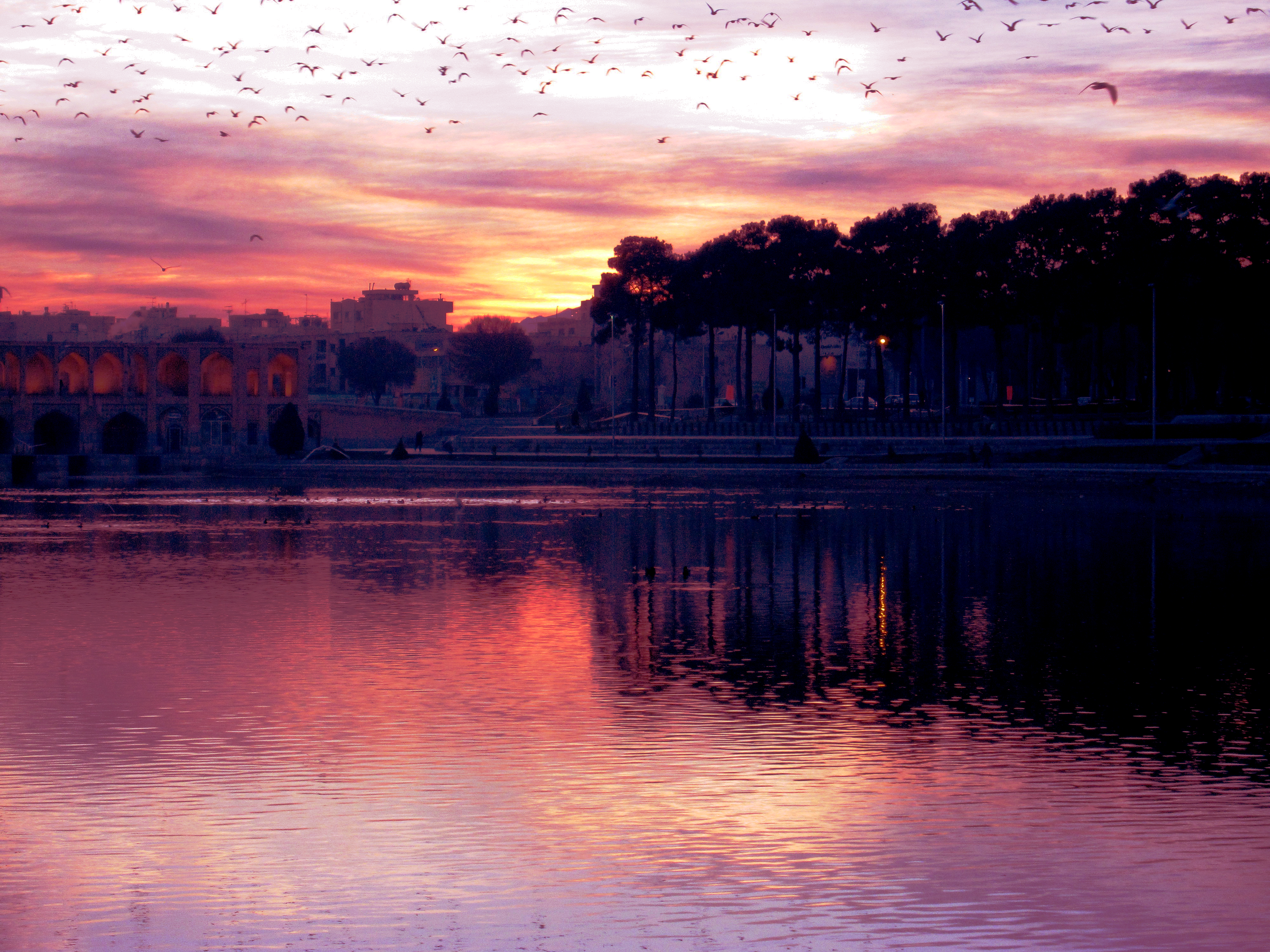
伊斯法罕跨越札因代河的哈柱橋
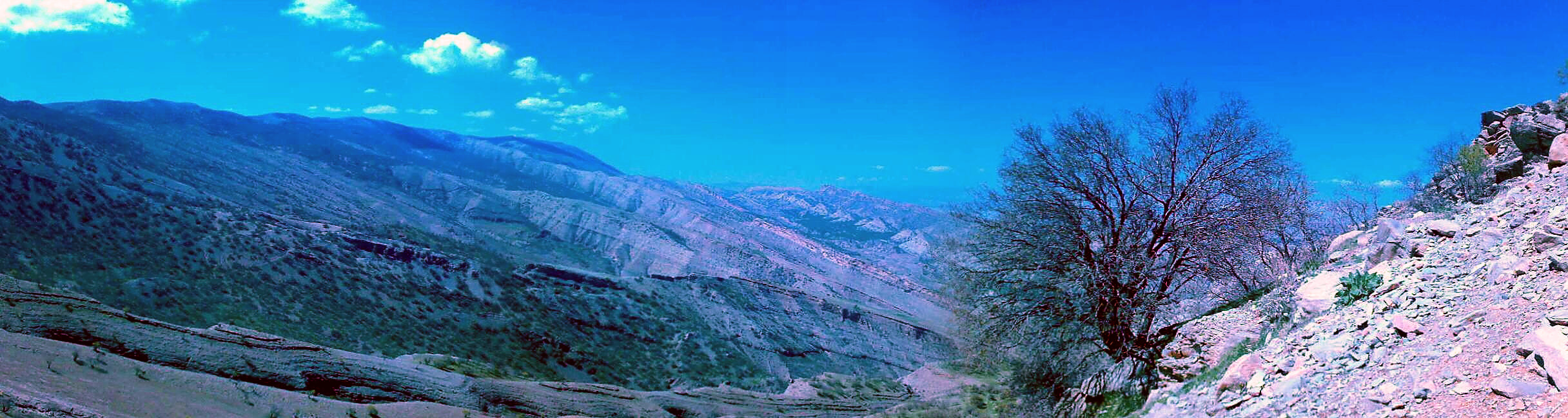
伊拉姆省的卡比爾山（英语：Kabir Kuh） （一座屬於扎格羅斯山脈中的小山脈）

## 註記
1. ↑  包括事实上独立但未被普遍承认的阿尔察赫共和国。

## 外部連結
- Geography of Persia, Encyclopædia Iranica:
  - i. Evolution of geographical knowledge. （页面存档备份，存于）
  - ii. Human geography. （页面存档备份，存于）
  - iii. Political geography. （页面存档备份，存于）
  - iv. Cartography of Persia. （页面存档备份，存于）
- Iran in Maps – BBC （页面存档备份，存于） (population, land, infrastructure)
- Iran Geography （页面存档备份，存于）
- Flora of Iran by Pr Ahmad GHAHREMAN （页面存档备份，存于）
- Persia (Iran), Afghanistan and Baluchistan （页面存档备份，存于） is a map from 1897